# Grumbach (Glan)
Der Grumbach ist ein linker, 7,6 km langer Nebenfluss des Glans im Norden des Landkreises Kusel, Rheinland-Pfalz. Er entspringt als Rüllbach in einem Waldstück im Nordosten der Gemarkung Homberg und fließt in der Hauptsache nach Osten. Schon nach gut einem Kilometer Fließstrecke trifft er auf die Bundesstraße 270, die ihn fortan bis zur Mündung begleitet. In der bald darauf erreichten Gemarkung von Herren-Sulzbach fließt ihm von rechts der 1,2 km lange, 1,476 km² entwässernde Sulzbach (GKZ: 2546582) aus dem Kernort dieser Gemeinde zu.
Der Bach erreicht schließlich die Gemeinde Grumbach, deren Namen er annimmt. An der östlichen Gemeindegrenze zu Lauterecken fließt ihm von links der 1,4 km lange, 1,936 km² entwässernde Taubhauser Graben (GKZ: 2546586) zu.
Der wichtigste Nebenbach mündet jedoch erst kurz darauf, im Osten Lautereckens: Der bis dahin 6,3 km lange Grumbach mit bis dato 10,257 km² Einzugsgebiet vereinigt sich mit dem von rechts, von Hausweiler kommenden, fast ebenbürtigen Rötelbach (GKZ: 2546586; 6,2 km; 7,07 km²). Der nunmehr Schweinsgraben genannte Bach fließt schließlich nach etwa einem weiteren Kilometer im Süden von Lauterecken und knapp oberhalb/südlich der von rechts mündenden, bekannteren Lauter von links in den Glan.
Der Name Grumbach leitet sich vom althochdeutschen Verb  gruonēn mit der Bedeutung 'grün, frisch sein' ab.